# یان اوستوک
یان اوستوک (هلندی: Jan Oosthoek; ۵ مارس ۱۸۹۸ – ۸ مارس ۱۹۷۳) بازیکن فوتبال اهل هلند بود.
از باشگاه‌هایی که در آن بازی کرده‌است می‌توان به باشگاه فوتبال اسپارتا روتردام اشاره کرد.
وی همچنین در تیم ملی فوتبال هلند بازی کرده‌است.